# Charaxes toro
Charaxes toro är en fjärilsart som beskrevs av Van Someren 1964. Charaxes toro ingår i släktet Charaxes och familjen praktfjärilar. Inga underarter finns listade i Catalogue of Life.